# 夷山城
夷山城（えびすやまじょう）は、徳島県徳島市八万町夷山にあった日本の城。

## 歴史
天文21年（1552年）、細川真之によって築かれた。圓福寺裏の小山に位置し、現在は一部公園化している。
その後、弘治年間に篠原佐吉兵衛が城主となるも、1562年（永禄5年）和泉国の戦いで戦死した。息子である篠原右京はまだ幼かったため、篠原長房や伊沢頼俊に保護されていたが、1576年（天正4年）に家臣である庄野兼時を伴って夷山城に入った。
1577年、一宮城主の一宮成助が三好康長と争って長宗我部元親に援軍を求めた際、庄野兼時も長宗我部方に降った。篠原右京は19歳になった1580年に讃岐国の十河存保の元へ去った。1582年、織田信長による四国攻めの先陣として三好康長が攻めると、兼時や長宗我部方武将は城郭を破壊して去った。康長は夷山を根拠地として三好氏の旧臣を招き、麻植氏や一宮成助らがこれに応じたが、本能寺の変により康長は急遽上洛した。康長の上洛を知った長宗我部元親は再び阿波に侵攻し、中富川の戦いで阿波を平定した。一宮成助の変心を許せなかった元親は、成助を夷山城に招き誅殺した。庄野兼時には新たに加増されたが、1585年羽柴秀吉による四国攻めで土佐に敗走した。